# Dinh thự Princely Pheasantry

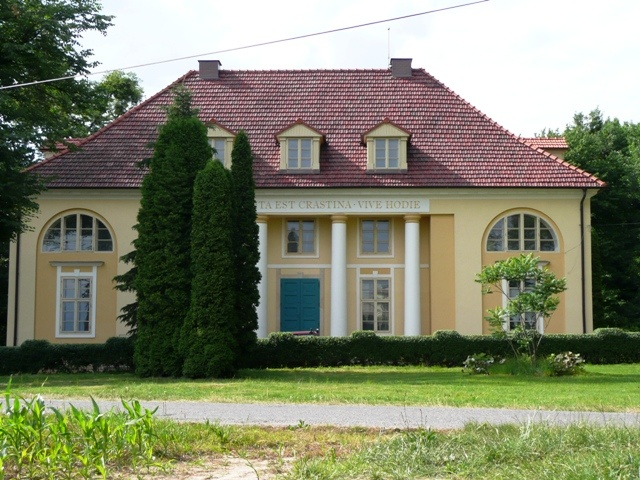
Dinh thự Princely Pheasantry

Dinh thự Princely Pheasantry là một tòa nhà tân cổ điển cuối thế kỷ 18 ở Poręba, hạt Pszczyna, Silesian Voivodeship, miền nam Ba Lan. Nó được thành lập bởi Hoàng tử Pszczyna Frederick Erdmann, được thiết kế bởi Wilhelm Pusch và được xây dựng từ năm 1792 đến 1800.

## Lịch sử

### Thế kỷ 18

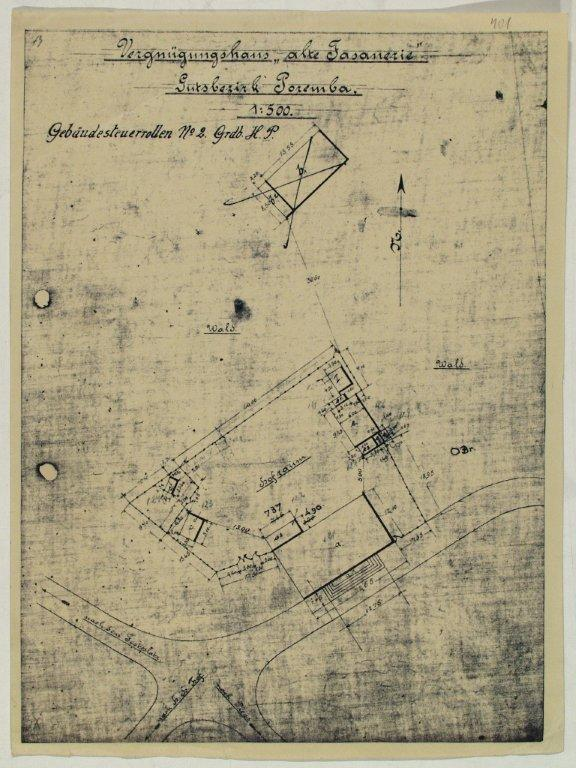
Bản đồ thế kỷ 18

Nơi ở chính của chủ sở hữu Công quốc Pszczyna State là một lâu đài ở mặt tiền phía tây bắc của chợ Pszczyna. Lâu đài bị cháy vào năm 1737. Việc xây dựng lại và mở rộng tòa nhà bị phá hủy được tiến hành sau khi quyền nắm giữ Pszczyna được tiếp quản bởi gia đình Anhalt-Köthen (Catherine Đại đế đến từ chi Anhalt-Zerbst của gia đình này). Kết quả là một nơi dinh thự mang phong cách ba-rốc ấn tượng đã được tạo ra. Vào cuối thế kỷ 18, Pheasantry ở Poręba đã được xây dựng..
Trên ngọn đồi, xa xa lối đi trên sườn núi, Frederick Erdmann đã ra lệnh xây dựng một Ngôi nhà mùa hè (cung điện nhỏ dành cho các kỳ nghỉ), dựa trên thiết kế của Pusch, được mô phỏng theo một dự án được đề xuất trước đó bởi Carl Gotthard Langhans. Mặc dù không biết chính xác khi nào việc xây dựng bắt đầu, tòa nhà được đưa vào sử dụng vào ngày 25 tháng 6 năm 1800. Chỉ có chính lâu đài, sau này được gọi là Fasanerie - The Pheasantry, vẫn còn tồn tại. Frederick Erdmann đã chết vào năm 1797 trước khi dự án của ông được hoàn thành, và việc xây dựng được hoàn thành bởi con trai ông, Frederick Ferdinand.
Pheasantry là một tòa nhà cổ điển điển hình với mặt bằng hình chữ nhật, mái hông cao, vuông, mặt trước được ốp gạch hướng về phía nam  và được trang trí với một cổng bốn cột. Trong thế kỷ 20, tòa nhà được mở rộng bằng cách thêm một cánh phía tây bắc. Trong các phần rìa của mặt tiền, bạn có thể tìm thấy các ô cửa sổ: phần dưới là hình chữ nhật và phần trên hình bán nguyệt. Phòng vẽ có dàn nhạc và ban công hợp xướng nằm ở tầng một. Các lối vào và cửa sổ có khung phẳng với các phím. Cho đến bây giờ bố cục rõ ràng của nội thất vẫn được duy trì, đó là hai phần với lối vào nông rộng và một phòng vẽ lưu trữ với các cạnh vát.

### Thế kỉ 19
Vào thế kỷ 19, các tòa nhà khác đã được xây dựng - cung điện thường được gọi là Cung điện của Hoàng tử Christian, Nhà biệt thự Ludwikówka, Nhà săn bắn (trên đường Żorska) và Lâu đài Săn bắn ở Promnice. Trong tài liệu lưu trữ về Pszczyna, có một mô tả về nội thất. Ở tầng trệt có một hội trường với một cái bàn, những cái ghế, ghế dài và một cái bàn làm việc; phòng vẽ có một ban công được trang bị tám băng ghế được lót bằng vải lanh đen, ghế sofa tròn, hai tấm gương lớn, đèn chùm, mười một cây nến treo tường và bếp lò tròn. Buồng của các quý bà có một ghế sofa, sáu cái ghế, một cái bàn, một chiếc gương hai chiều và một vách ngăn bên lò sưởi. Một phòng hút thuốc được trang bị ghế sofa và mười một chiếc ghế lau sậy; và một phòng bi-a. Ngoài ra còn có một vài phòng trên gác mái. Cung điện Poręba được dành chủ yếu cho giải trí. 

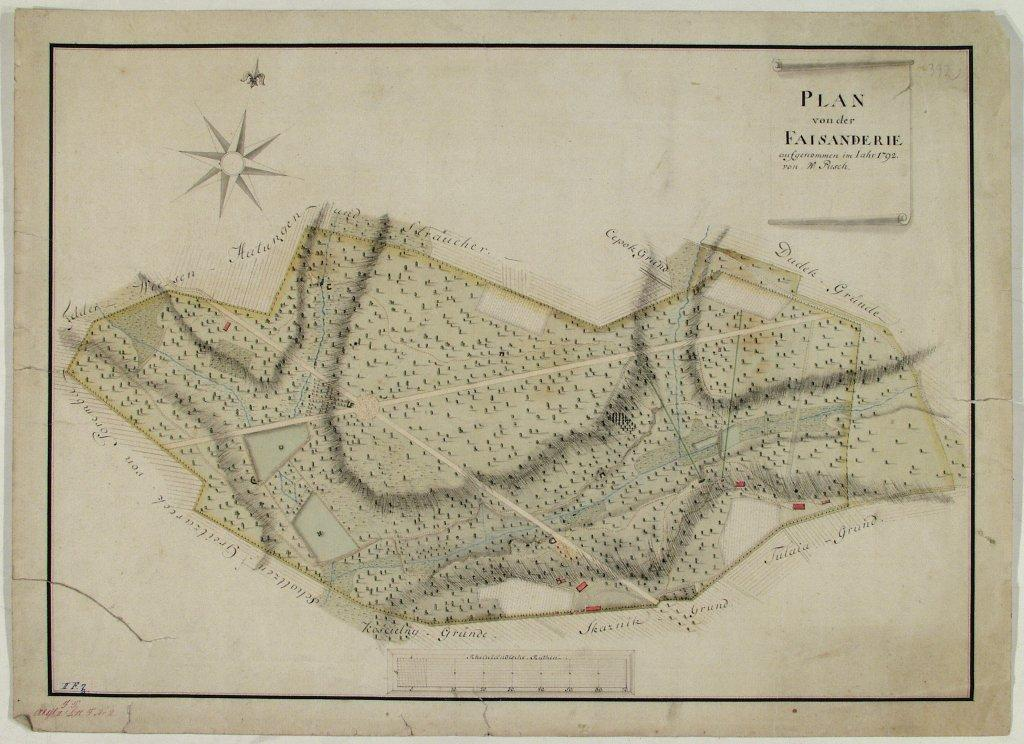
Kế hoạch của Pheasantry từ thế kỷ 18

Người ta giả định rằng sự nổi tiếng của Pheasantry đã kết thúc với cái chết của thành viên cuối cùng trong gia đình Anhalt. Sau khi tu sửa vào năm 1870-1874 (đã nằm dưới sự cai trị của Hochbergs), các bữa tiệc chính thức diễn ra trong Lâu đài Pszczyna.

### Thế kỷ 20

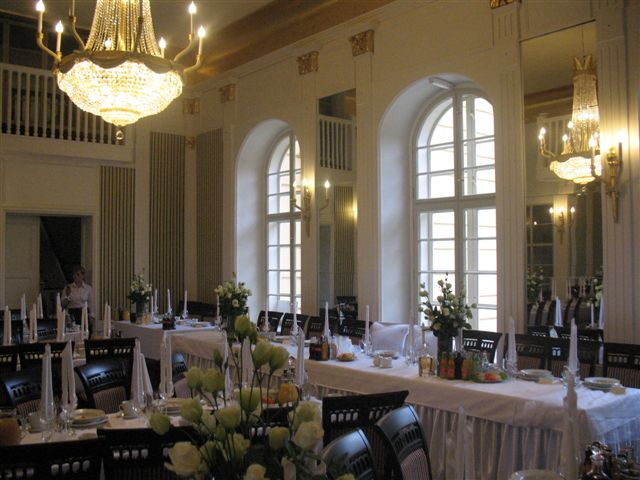
đại sảnh

Trong Thế chiến I, Bộ Tổng tham mưu Quân đội Hoàng gia Đức có trụ sở tại Pszczyna (được gọi là "Berlin nhỏ" vào thời điểm đó). Dinh thự Pheasantry được Hoàng đế Đức và nhiều quan chức viếng thăm.
Năm 1922, Hoàng tử John Henry XV đã sử dụng Pheasantry như một nhà  khách thanh lịch, nơi đón tiếp các nhân vật như Tổng thống Ba Lan Ignacy Mościcki, Phó Thủ tướng Eugeniusz Kwiatkowski, và giới thượng lưu của Silesia và Vác-sa-va. Các môn thể thao mùa đông được tập luyện trong công viên quanh đó, bao gồm trượt tuyết, trượt băng; vào mùa hè, nó được sử dụng để chạy, đạp xe và cưỡi ngựa. Đó là một điểm đến cuối tuần nổi tiếng trước khi con đường mới đến Bielsko-Biała được xây dựng. Năm 1937 John Henry XV đã bán cung điện và tòa nhà tiếp tục là một nhà khách. Đến cuối Thế chiến II, nó được sử dụng làm trụ sở trung đoàn cho Wehrmacht. Trong chiến tranh và sau này, Pheasantry cũng là nơi ở cho những người làm việc của hoàng tử trước đây.
Vào ngày 20 tháng 1 năm 1965, dinh thự này được liệt kê trong sổ đăng ký quốc gia về di tích lịch sử (số A / 504/65). Vào những năm 1970, mỏ than "Pniówek" đã lấy nó và sử dụng nó làm nhà ở. Các chái nhà đã bị phá hủy và nội thất được cải tạo theo phong cách cơ bản của những năm 1970. Tòa nhà giống như một quán rượu và là nơi tổ chức các sự kiện như lễ kỷ niệm Ngày khai thác.

### Thế kỷ 21

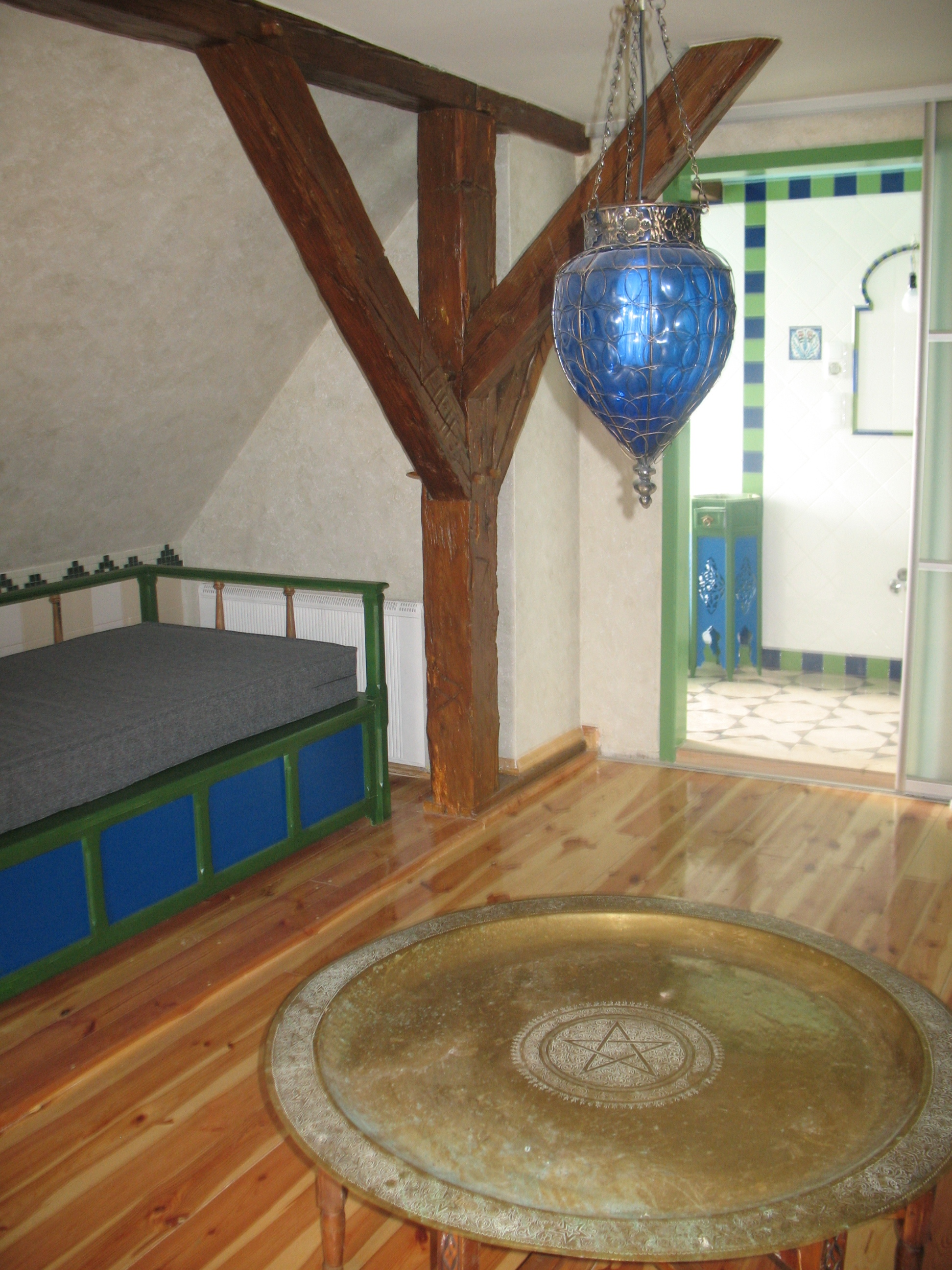
Phòng kiểu Ả Rập

Hoàn thành việc khôi phục vào năm 2011, các chủ sở hữu mới đã mở tòa nhà cho công chúng tham quan và trả lại cho nó chức năng ban đầu. Ở tầng trệt, bạn có thể tìm thấy một phòng dạ tiệc lớn với phòng ăn có thể chứa hơn 100 khách. Trên lầu có một phòng hội nghị tráng lệ và ba căn hộ. Nó nằm trong một công viên tự nhiên và thuộc sở hữu của Cơ quan Rừng Nhà nước. Đó là một điểm đến nổi tiếng cho người đi xe đạp và người đi bộ đường dài.